# Coti VIII
Coti VIII (in greco antico: Κότυς?, Kòtys; seconda metà del I secolo a.C. – 19) fu re della Tracia orientale nella prima metà del I secolo d.C..

## Biografia
Coti era figlio ed erede di re Remetalce I e di sua moglie Pitodorida I.
Suo padre era un alleato di Augusto ed un diretto discendente del re di Tracia Coti I oltre che fratello minore del re tracio Coti VI e maggiore di Rescuporide II.
Coti VI era un alleato del generale romano Pompeo a cui aveva inviato un corpo di soldati ausiliari nel 48 a.C. nella guerra civile contro Giulio Cesare.
Quando Remetalce I morì Augusto divise il regno in due parti: una per il figlio Coti e l'altra per il fratello Rescuporide II.
Tacito sostiene che Coti ricevette la parte più fertile, con la maggior parte delle città comprese quelle greche della Tracia, mentre Rescuporide II quella più arretrata e selvaggia con nemici sui suoi confini.
Non si sa molto dei primi anni di Coti.
Coti sposò Antonia Trifena, una principessa del Ponto figlia di Polemone I del Ponto e di Pitodorida del Ponto.
Tacito descrive Coti come un uomo di "indole gentile, di buon carattere e di buone maniere". Il poeta romano Ovidio scrisse un'epistola indirizzata a lui in cui alludeva al gusto colto del re per la letteratura, rivendicando il suo favore e la sua protezione come poeta.

## Regno e morte
Rescuporide II aveva sempre desiderato annettere il regno di suo nipote Coti, ma non aveva potuto farlo per paura di un intervento di Augusto.
Comunque, quando Augusto morì nel 14 d.C., Rescuporide II decise di agire ma poiché Coti si oppose decise di ucciderlo.
Invitò suo nipote ad un banchetto con il falso pretesto di stipulare un accordo con lui e, dopo aver fatto uscire le guardie che lo accompagnavano, lo arrestò e lo imprigionò.
Nel 19 Coti fu ucciso per ordine di suo zio Rescuporide II che ne aveva simulato il suicidio; nel frattempo la moglie di Coti e i suoi figli fuggirono a Cizico da suo zio.
L'imperatore Tiberio nel 19 aprì un'indagine sulla morte di Coti e processò Rescuporide II nel senato romano invitando Anna Trifena ad assistervi.
Durante il processo Trifena lo accusò di aver ucciso suo marito e gli chiese di autoesiliarsi dal suo stesso regno.
Tiberio provò la colpevolezza di Rescuporide II e lo mandò in esilio ad Alessandria d'Egitto.
Durante la strada però Rescuporide II cercò di fuggire e fu ucciso dei soldati romani.
Tiberio restituì l'intero regno di Tacia a Trifena e al figlio maggiore Remetalce II perché regnasse sotto tutela della madre.
Il figlio di Rescuporide II, Remetalce III fu perdonato da Tiberio e gli fu permesso di tornare in Tracia.